# Shepherd's Bush (Metropolitano de Londres)
Shepherd's Bush é uma estação do Metropolitano de Londres no distrito de Shepherd's Bush no borough londrino de Hammersmith and Fulham. A estação fica na Central line, entre as estações White City e Holland Park, e fica na Zona 2 do Travelcard.
A estação foi inaugurada originalmente em 1900, mas foi fechada por oito meses em 2008, enquanto o prédio da estação de superfície foi substituído por uma estrutura completamente nova e a estação de metrô reformada.
Várias estações na área, tanto no passado quanto no presente, receberam o nome de Shepherd's Bush; hoje, a estação da linha Central compartilha seu nome com a estação adjacente do London Overground Shepherd's Bush, com a qual compartilha um intercâmbio no nível da superfície.
Uma estação de metrô de Londres totalmente separada, Shepherd's Bush Market nas linhas Circle e Hammersmith & City está localizada aproximadamente 1⁄3 mi (500 m) de distância. Até 2008, também era chamada de Shepherd's Bush, até que foi renomeada para evitar confusão.

## História

Mapa mostrando o layout das ferrovias e estações atuais e antigas ao redor de Shepherd's Bush

A estação foi inaugurada em 30 de julho de 1900 e era o terminal oeste original da Central London Railway (CLR). O edifício original da estação no nível da superfície era uma bilheteria revestida de terracota com sua entrada na Uxbridge Road de frente para Shepherd's Bush Green. Como todas as estações CLR, o prédio da estação foi projetado por Harry Bell Measures .
Ao norte da estação estava localizada a central elétrica do CLR e o pátio de Wood Lane, que era originalmente acessado por um túnel de via única. O túnel no sentido leste terminava a oeste da estação em um beco sem saída com uma junção cruzada conectando-o ao túnel no sentido oeste. Quando a agora desativada estação Wood Lane foi inaugurada em 14 de maio de 1908 ao norte, um túnel circular foi criado conectando-se ao túnel no sentido leste.
Uma extensão para Richmond planejada em 1920 teria começado aqui com a próxima parada na estação fechada da London and South Western Railway em Hammersmith (Grove Road); a obra nunca foi realizada. Como parte do New Works Programme, 1935-1940 da London Transport, escadas rolantes foram instaladas para substituir os elevadores originais e, em 1938, as plataformas foram alongadas junto com as das outras estações da linha Central existentes para acomodar oito carros em vez dos sete anteriores.

## Redesenvolvimento de Westfield

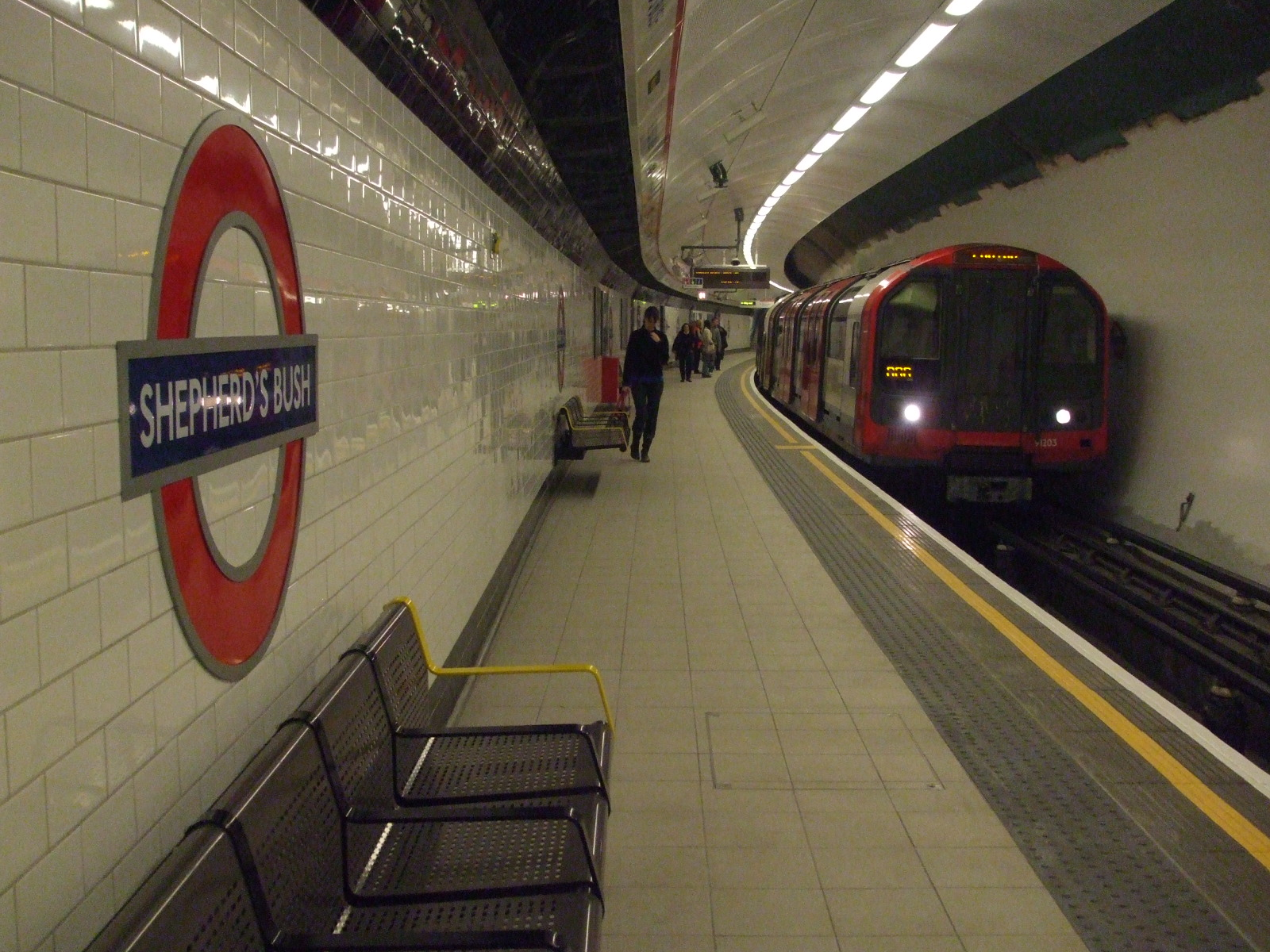
Um trem para o leste para na estação

Um redesenvolvimento em grande escala começou em 2005 para reconstruir a área de White City ao norte de Shepherd's Bush Green e para construir o Westfield Shopping Center. Como parte deste projeto, a estação da linha central de Shepherd's Bush foi reconstruída em 2008 por Westfield como parte de uma contribuição da Seção 106. O redesenvolvimento de Westfield também incluiu a construção de um intercâmbio de ônibus integrado e a nova estação do London Overground Shepherd's Bush na West London line. A nova estação do Overground foi inaugurada em 28 de setembro daquele ano e fica perto do local da antiga estação Uxbridge Road, que foi fechada em 1940.
Durante a reconstrução da estação da linha Central, a Transport for London fechou a estação completamente por oito meses a partir de 4 de fevereiro de 2008; A TfL baseou sua decisão na necessidade de substituir as escadas rolantes ao mesmo tempo em que as obras de reconstrução. Esta decisão causou polêmica local, e os críticos alegaram que as obras foram programadas para beneficiar as novas empresas envolvidas no redesenvolvimento planejado da área, às custas dos residentes locais e pequenos empresários. O parlamentar local do distrito eleitoral de Shepherd's Bush, Andy Slaughter, investigou o projeto e obteve documentos sob a Lei de Liberdade de Informação que mostravam que a empreiteira, Metronet, havia avisado que o trabalho poderia ser concluído sem fechar a estação. A estação Shepherd's Bush foi reaberta aos passageiros em 5 de outubro daquele ano.
Durante a reforma, a Transport for London não adicionou elevadores à estação conforme planejado originalmente, citando custos de instalação de £ 100 milhões devido aos vários serviços subterrâneos próximos que teriam que ser desviados. O Borough Londrino de Hammersmith and Fulham e grupos de pressão de deficientes têm criticado o fato de a estação permanecer inacessível para aqueles que não podem usar escadas.

## Conexões
- A Estação Shepherd's Bush é um OSI para o London Overground e a National Rail
- As linhas de ônibus de Londres 31, 49, 72, 94, 95, 148, 207, 220, 228, 237, 260, 272, 283, 295, 316, 607 e C1 e a linha noturna N207 servem a estação e o terminal de ônibus.

## Galeria

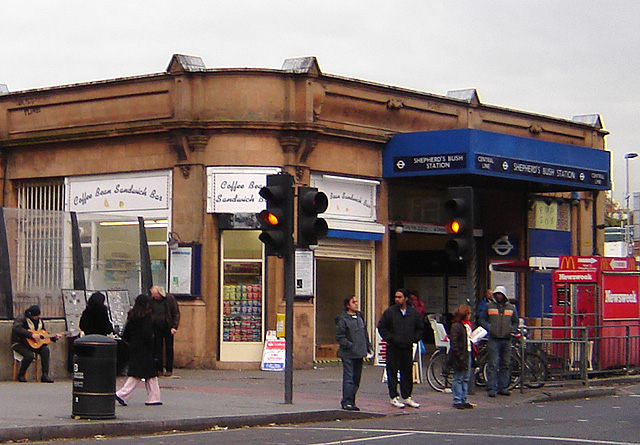
Antes: o prédio original de 1900 visto em 2005
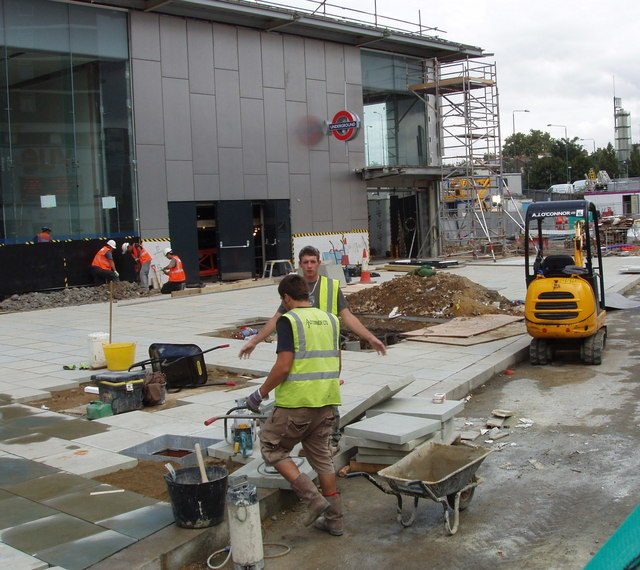
Depois: o edifício de substituição está quase concluído em 2008
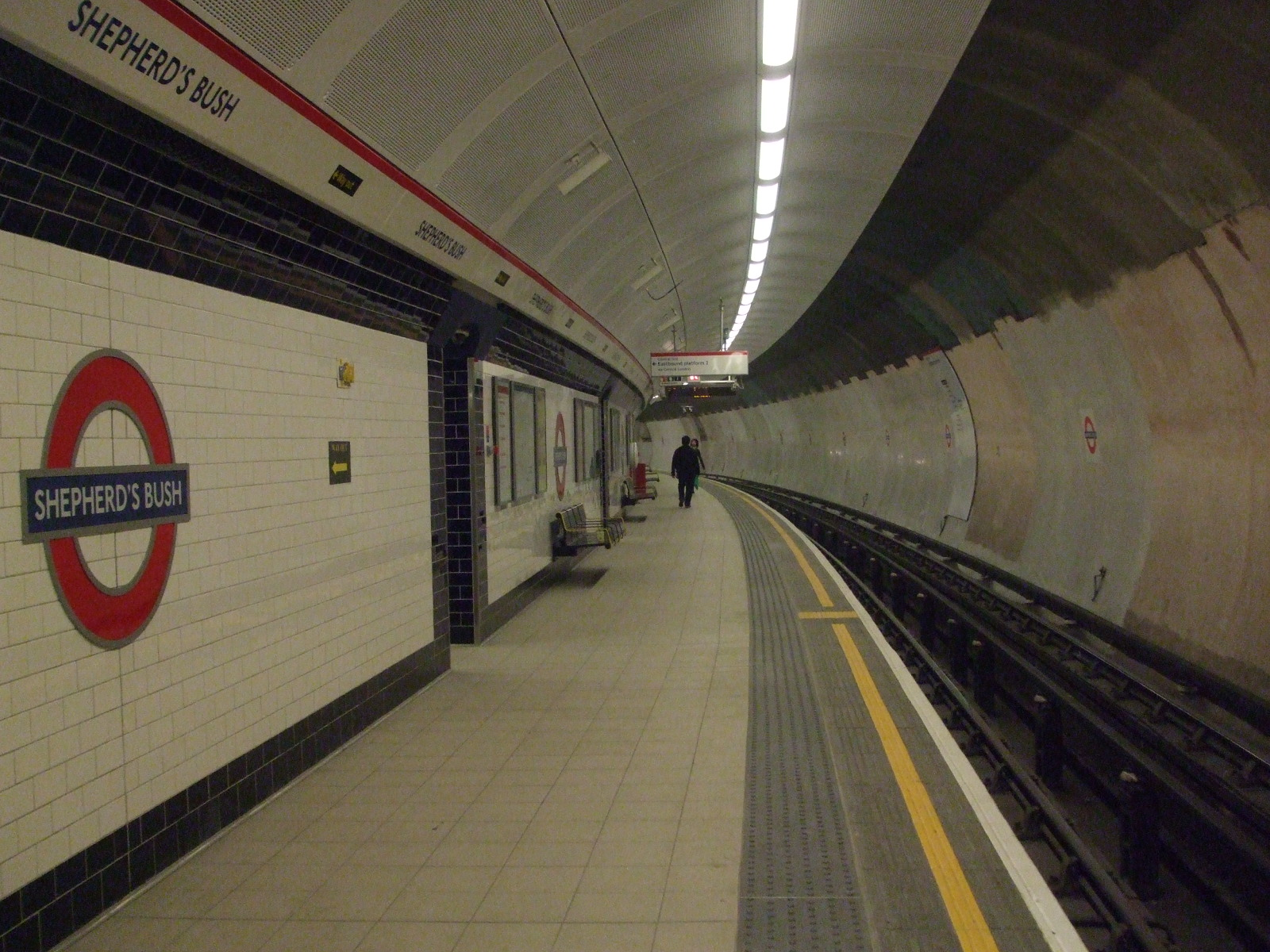
Plataforma oeste olhando para o leste
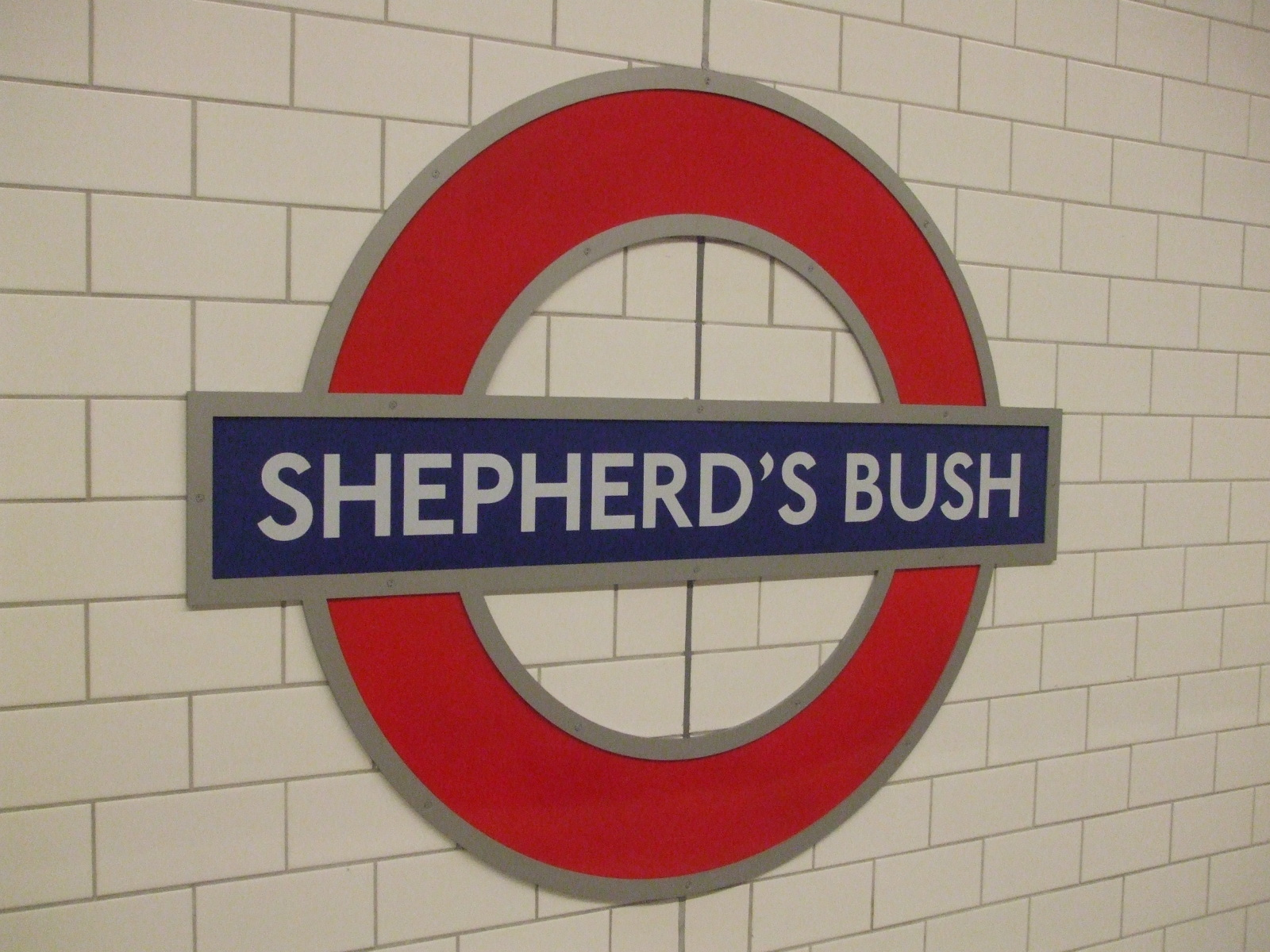
Roundel de plataforma